# Asphinctopone
Asphinctopone is een geslacht van mieren uit de onderfamilie van de Ponerinae (Oermieren).

## Soorten
- A. differens Bolton & Fisher, 2008
- A. pilosa Hawkes, 2010
- A. silvestrii Santschi, 1914